# Fehér Béla (író)
Fehér Béla (Debrecen, 1949. június 1. –) magyar esszéíró, prózaíró, újságíró.

## Élete
Tanulmányai elvégzése után több éven át újságíróként dolgozik. A szerző így ír magáról a Kutyasétáltatás című könyvének bevezetésében: „Születtem 1949. június első napján, Debrecenben. Alapjában véve soha semmit nem szerettem komolyan venni, a körülöttem levőkre úgy tekintettem, mint egy soha véget nem érő dráma színészeire, akikkel közösen visszük a cselekményt a tökéletes végkifejlet felé. Mióta az eszemet tudom, főszereplők, statiszták és hangok kavarogtak körülöttem. Számomra a regény és a novella az örök, megunhatatlan, és egyre érdekesebb szerelem. A színpad és a hangjáték alkalmi kapcsolat, amire jólesik emlékezni.” Majd így vall a Triptichon előszavában: „Eddigi életemet betűk között töltöttem, jelenleg  a Magyar Nemzet hétvégi magazinjánál dolgozom. Már általános iskolás koromban kockás füzetekbe körmöltem egy krimit, és egy Verne Gyulát utánzó kalandregényt, ennek ellenére első, kiadásra szánt könyvemet csak negyvenéves koromban írtam meg. Tizenhárom éve elhagytam a bűnös várost és Fótra költöztem.”
Állandó tárcaírója maradt a Magyar Nemzet napilapnak. Tárcái Magyar Zsebtükör, Darázsfészek, majd Szilvakék paradicsom címmel jelennek meg hétről-hétre. Saját bevallása szerint a regényírás előtt mindig hosszas kutatómunkát végez a kort, a szokásokat, a körülményeket és a helyszínt illetően, hogy tárgyi tévedésektől mentes legyen a mű, és ezért is írta több, mint négy éven át a Kossuthkiflit. 2015-től a Magyar Idők napilap hétvégi melléklete, a Lugas szerkesztője.

## Stílusa
Írói világa színes: a bűnügyi helyzetek izgalmától kezdve a vidéki élet naiv morbiditásain át az életből ellesett humoros momentumok egyedülálló tálalásán keresztül egészen az új, Rejtő Jenői regényalakok megalkotásáig nagyon széles spektrumot fog át. Kivételes gasztronómiai ismereteit előszeretettel építi be műveibe (pl: Lecsó, Ede a levesben). Nyelvezetében az argótól kezdve, melyet sajátos leleménnyel szépít meg a Filkó és az Alszik a doki Betlehemben c. könyveiben, egészen a Kossuthkifli című regényében használt,  XIX. századi hangzású, Jókai Mór által ismert stílusig sok színt vonultat fel.  
Kedvenc írója Rejtő Jenőn és Jókai Móron kívül a német származású amerikai író Kurt Vonnegut is, akinek morbid, sokszor fekete humorát is sok helyütt felfedezhetjük műveiben, valamint, hogy Vonneguthoz hasonlóan, neki is vannak visszatérő szereplői a Görbekerti család tagjaiban, melynek komplett családfáját – az író közlése szerint – már rég elkészítette. Tárcanovelláival, melyeket a Magyar Nemzetben publikált és a mai napig is készít „Darázsfészek” majd „Szilvakék paradicsom” címmel, mindig szórakoztató perceket szerez olvasóinak. E rövid mégis találó írásaiban olyan hétköznapi élethelyzetekkel találkozhatunk, melyeket általában hirtelenül történő, sci-fibe illő változás szakít félbe, majd onnantól groteszkbe hajlik a befejezés. 

## Művei

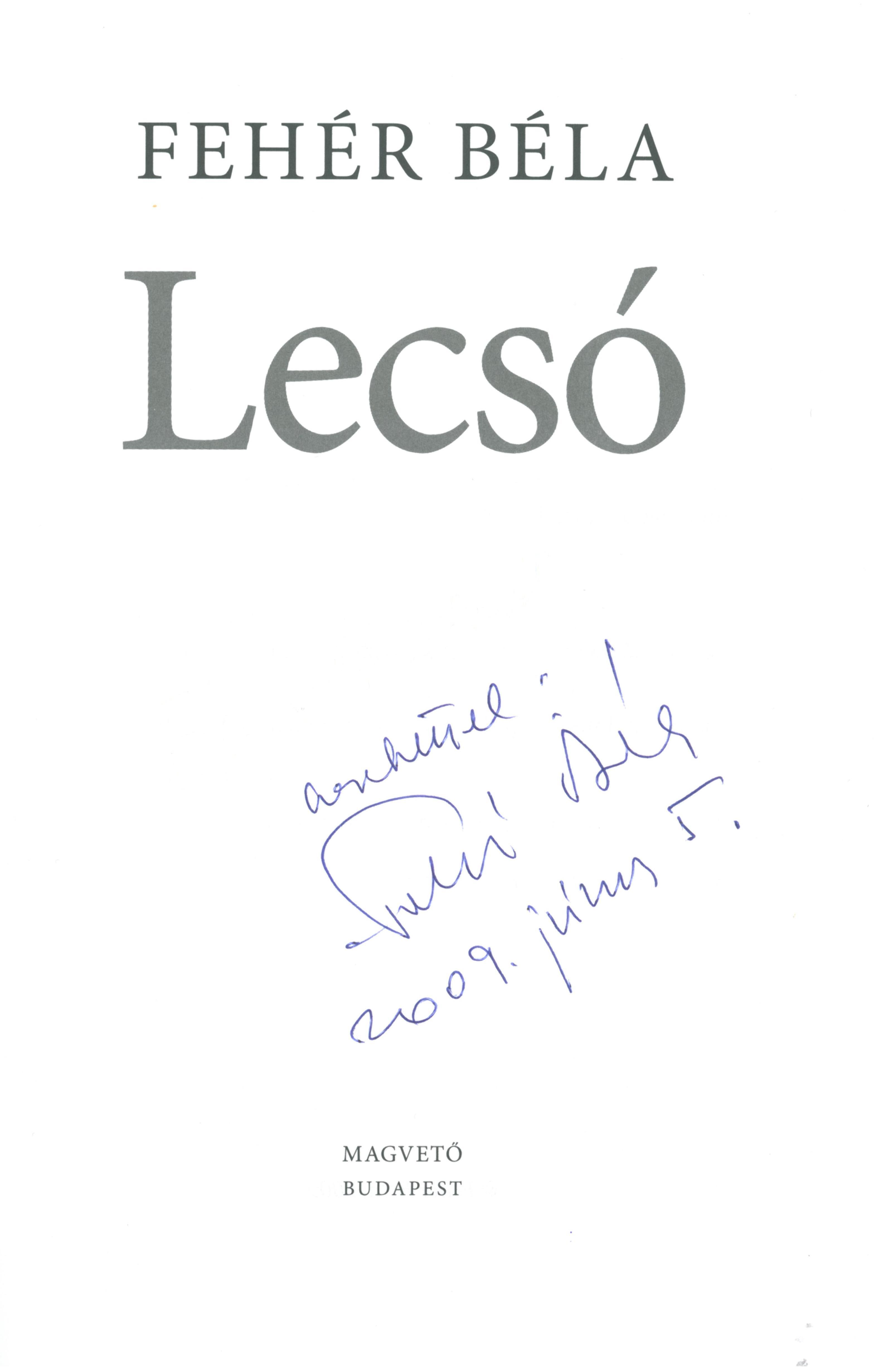
Fehér Béla által dedikált Lecsó c. könyvének címlapja 2009. június 5-éről

- Ki mit gyűjt? (Berkó Pállal közösen, hobbi, Gondolat  Kiadó, 1980)
- A kék autó (bűnügyi regény, Szépirodalmi Könyvkiadó Kentaur könyvek, 1990)
- Zöldvendéglő (regény, Maecenas Kiadó, 1990)
- Törökméz (regény, Maecenas Kiadó, 1992)
- Romfürdő (regény, Maecenas Kiadó, 1995)
- Éjszakai személyvonat (tárcanovellák, Maecenas Kiadó, 1997)
- Egyenes kecske (regény, Maecenas Kiadó, 1998)
- Kutyasétáltatás. Lehangoló komédiák; Széphalom–Magyar Napló, Bp., 1999
- Zöldvendéglő / Törökméz / Romfürdő (regénytrilógia, Maecenas Kiadó, 1999)
- Filkó (regény, Maecenas Kiadó, 2000)
- Triptichon (regény, Európa Könyvkiadó, 2001)
- Fültől fülig. Fürdőregény; Európa, Bp., 2003
- Alszik a doki Betlehemben (regény, Kortárs Kiadó, 2007)
- Filkó (regény, Magvető, 2008)
- Lecsó (novellák, Magvető, 2009)
- Ede a levesben – Gasztrokrimik (regény, Cserna-Szabó Andrással közösen, Magvető, 2011)
- Kossuthkifli. Hazafias kalandregény; Magvető, Bp., 2012
- Jelenetek egy vakondűző életéből (regény, Magvető, 2013)
- Tengeralattjáró Révfülöpön; Helikon, Bp., 2015
- Fültől fülig. Véres fürdőregény; Helikon, Bp., 2015
- Fehér Béla–Szécsi Noémi: Hamisgulyás. Hadikonyha a 20. századi Magyarországon; Helikon, Bp., 2015
- Banánliget; Kortárs, Bp., 2020
- Ördögcérna; Magvető, Bp., 2021
- Miriam Rosenblum és a Kozma-kvintett; Magvető, Bp., 2022
- Fehér Béla–Gálffy Zsuzsanna: Kakastaréj. Írások a magyar konyháról; Kortárs, Bp., 2022 (Culinaria Hungarica)

## Díjai
- Prima díj (2005)
- Joseph Pulitzer-emlékdíj (2006)
- Hévíz Irodalmi Díj (2013)
- A Magyar Érdemrend lovagkeresztje (2014)
- Márai Sándor-díj (2019)

## Fórumok
- Index.hu